# Cécile Rigaux
Cécile Rigaux (Nogent-sur-Marne, 20 de abril de 1969) es una deportista francesa que compitió en voleibol, en la modalidad de playa. Ganó una medalla de plata en el Campeonato Europeo de Vóley Playa de 1999.

## Palmarés internacional
| Campeonato Europeo | Campeonato Europeo         | Campeonato Europeo | Campeonato Europeo |
| Año                | Lugar                      | Medalla            | Pareja             |
| ------------------ | -------------------------- | ------------------ | ------------------ |
| 1999               | Palma de Mallorca (España) | Medalla de plata   | Anabelle Prawerman |